# Liste des épisodes de Z Nation
La liste des épisodes de Z Nation, série télévisée américaine, est constituée de 69 épisodes.

## Panorama des saisons
| Saison | Nombre d'épisodes | Diffusion originale sur Syfy | Diffusion originale sur Syfy | Diffusion originale sur Syfy | Dates de sortie DVD et disques Blu-ray | Dates de sortie DVD et disques Blu-ray | Dates de sortie DVD et disques Blu-ray |
| Saison | Nombre d'épisodes | Années                       | Début de saison              | Fin de saison                | Zone 1 (dont États-Unis)               | Zone 2 (dont France)                   | Zone 4 (dont Australie)                |
| ------ | ----------------- | ---------------------------- | ---------------------------- | ---------------------------- | -------------------------------------- | -------------------------------------- | -------------------------------------- |
| 1      | 13                | 2014                         | 12 septembre 2014            | 5 décembre 2014              | 10 février 2015                        | 1er avril 2015                         | indéterminée                           |
| 2      | 15                | 2015                         | 11 septembre 2015            | 18 décembre 2015             | 1er mars 2016                          | 23 mars 2016                           | indéterminée                           |
| 3      | 15                | 2016                         | 16 septembre 2016            | 16 décembre 2016             | indéterminées                          | indéterminées                          | indéterminées                          |
| 4      | 13                | 2017                         | 29 septembre 2017            | 15 décembre 2017             | indéterminées                          | indéterminées                          | indéterminées                          |
| 5      | 13                | 2018                         | 5 octobre 2018               | 28 décembre 2018             | indéterminées                          | indéterminées                          | indéterminées                          |

## Liste des épisodes

### Première saison (2014)
Composée de treize épisodes, elle a été diffusée du 12 septembre 2014 au 5 décembre 2014 sur Syfy, aux États-Unis.
1. Chiens et Chats (Puppies and Kittens)
2. Foutus zombies (Fracking Zombies)
3. La Fête à Philadelphie (Philly Feast)
4. Full métal zombie (Full Metal Zombie)
5. Un doux foyer de zombies (Home Sweet Zombie)
6. Résurrection Z (Resurrection Z)
7. Bienvenue au Fu-Bar (Welcome to the Fu-Bar)
8. Zunami (Zunami)
9. Meurs zombie, meurs… encore (Die Zombie, Die… Again)
10. Centrale nucléaire activée (Going Nuclear)
11. Les Sœurs de la miséricorde (Sisters of Mercy)
12. La Loi de Murphy (Murphy's Law)
13. Le Docteur de la mort (Doctor of the Dead)

### Deuxième saison (2015)
Le 21 octobre 2014, la série a été renouvelée pour une deuxième saison de quinze épisodes. Elle a été diffusée du 11 septembre 2015 au 18 décembre 2015 sur Syfy, aux États-Unis.
1. Le Murphy (The Murphy)
2. La Lumière blanche (White Light)
3. La Route des zombies (Zombie Road)
4. Lot 47 (Batch 47)
5. Le Bébé zombie (Zombaby)
6. Le Père du bébé zombie (Zombie Baby Daddy)
7. Sur le Mississippi (Down the Mississippi)
8. Le Collectionneur (The Collector)
9. Rozwell (Rozwell)
10. Nous étions loin du Grand Canyon (We Were Nowhere Near the Grand Canyon)
11. L'entreprise bat en retraite (Corporate Retreat)
12. Fête avec les zéros (Party With the Zeros)
13. Adieux, garçons (Adiós, Muchachos)
14. Jour un (Day one)
15. Toutes les bonnes choses ont une fin (All Good Things Must Come to an End)

### Troisième saison (2016)
Le 6 novembre 2015, la série a été renouvelée pour une troisième saison de quinze épisodes. Elle a été diffusée du 16 septembre 2016 au 16 décembre 2016 sur Syfy, aux États-Unis.
1. Sans Mercy, première partie (No Mercy: Part One)
2. Sans Mercy, deuxième partie (No Mercy: Part Two)
3. Nouvelle Mission (A New Mission)
4. Le Nouvel Ordre mondial (Murphy's Miracle)
5. Escorpion et la Main rouge (Escorpion and the Red Hand)
6. Bon appétit, Murphy ! (Little Red and the Wolfz)
7. Lobotomie à tout prix (Doc Flew Over the Cuckoo's Nest)
8. Que la lumière soit (Welcome to Murphytown)
9. L'Amérique de demain (The Election)
10. En quête de la main rouge (Heart of Darkness)
11. Ça pousse si vite ! (They Grow Up So Quickly)
12. Les Trois Grâces (Doc's Angels)
13. L'Alliance (The Siege of Murphytown)
14. Sauver Lucy (Duel)
15. Et tout le monde meurt à la fin (Everybody Dies in the End)

### Quatrième saison (2017)
Le 29 novembre 2016, la série a été renouvelée pour une quatrième saison de treize épisodes. Elle a été diffusée du 29 septembre 2017 au 15 décembre 2017 sur Syfy, aux États-Unis.
1. Le Rêve de Warren (Warren's Dream)
2. Échapper à Zona (Escape from Zona)
3. La Disparition (The Vanishing)
4. Une nouvelle mission : Rester en mouvement (A New Mission: Keep Moving)
5. Les Inconnus (The Unknowns)
6. Le Retour des zombies (Back From the Undead)
7. Le Mariage (Warren's Wedding)
8. Crise de foi (Crisis of Faith)
9. Pause (We Interrupt This Program)
10. Frères ennemis (Frenemies)
11. Retour à Mercy (Return to Mercy Labs)
12. Mont Weather (Mt. Weather)
13. L'Arc-en-ciel noir (The Black Rainbow)

### Cinquième saison (2018)
Le 16 décembre 2017, la série a été renouvelée pour une cinquième et dernière saison de treize épisodes. Elle a été diffusée du 5 octobre 2018 au 28 décembre 2018 sur Syfy, aux États-Unis.
1. La Nouvelle Apocalypse (Welcome to the Newpocalypse)
2. Une nouvelle vie (A New Life)
3. Fuir Altura (Escape from Altura)
4. Pacifica (Pacifica)
5. Mayday, mayday (Killing All the Books)
6. Casino royal (Limbo)
7. Doc refait l'histoire (Doc's Stoned History)
8. Pénurie (Heartland)
9. Les Gardiens de l'eau (Water Keepers)
10. La Décharge (State of Mine)
11. Hackerville (Hackerville)
12. Le Vaccin (At All Cost)
13. La Fin de tout (The End of Everything)